# Sinterlager
Sinterlager sind eine Variante der Gleitlager, bei denen die Lagerschale(n) nicht aus massivem, sondern aus gesintertem Material besteht. Sinterbronze ist das gebräuchlichste Material, aber auch Sintereisen wird häufig zur Herstellung verwendet.
Gesinterte Metalle werden durch Pressen von Metallpulver unter hohem Druck hergestellt. Dabei lassen sich sehr hohe Genauigkeiten erreichen. Sintermetalle sind sehr porös. Sie bestehen zu 15 % bis 30 % aus Poren, und darin liegt auch der Vorteil von Sinterlagern gegenüber massiven Gleitlagern begründet, denn die Poren füllen sich mit Schmierstoffen (Öl).
Zum einen steht so ein größerer Ölvorrat als bei massiven Gleitlagern zur Verfügung. Man spricht bei Sinterlagern daher auch von selbstschmierenden Lagern, was aber natürlich nur in Grenzen gelten kann.
Zum anderen kann das Öl innerhalb des Lagerschalenkörpers fließen. In den Bereichen hohen Öldrucks tritt es in das Sintermaterial ein und in den Bereichen niedrigen Drucks wieder aus. Dadurch kann sich ein Schmierfilm schneller aufbauen.
Sinterlager haben dank ihrer Poren ausgezeichnete Notlaufeigenschaften. Das heißt, im Falle einer Schmierstoffknappheit können die Lager ohne größere Schäden über einen bestimmten Zeitraum weiter betrieben werden. So bleibt genügend Zeit, die Schmierstoffknappheit zu erkennen und zu beheben.